# Resolutie 234 Veiligheidsraad Verenigde Naties
Resolutie 234 van de Veiligheidsraad van de Verenigde Naties was de tweede Veiligheidsraadsresolutie die werd aangenomen in 1967. Dat gebeurde op de 1350e vergadering van de Raad op 7 juni. De resolutie eiste dat op die dag om acht uur 's avonds een wapenstilstand zou ingaan tussen Israël, Egypte, Syrië en Jordanië.

## Achtergrond
Sinds het uitroepen van de staat Israël in 1948 had geen enkel Arabisch land Israël nog erkend, en velen verwachtten niet dat Israël als staat nog erg lang zou blijven bestaan. Na de oorlog van 1956 ontstond opnieuw een labiel evenwicht. De spanningen liepen in 1967 weer hoog op. Op 1 juni verklaarde Nasser:
De legers van Egypte, Jordanië, Syrië en Libanon staan klaar aan de grenzen van Israël... om de uitdaging aan te gaan...
Israël lanceerde een preventieve aanval, wat zou leiden tot de Zesdaagse Oorlog. Geen van de strijdende partijen gaf gehoor aan het staakt-het-vuren waartoe de Veiligheidsraad de dag voordien had opgeroepen.
Om 20:00 ging een wapenstilstand in tussen Israël en Jordanië. In de nacht van 8 op 9 juni kwam het ook tot een wapenstilstand tussen Israël en Egypte. Syrië sloot zich hier bij aan en de VN-vertegenwoordigers van Syrië en Israël maakten bekend dat hun regeringen een wapenstilstand wilden sluiten. In feite opende Israël echter tegelijkertijd een groot offensief om de Golanhoogten te bezetten.

## Inhoud
De Veiligheidsraad merkte op dat, ondanks het beroep van de Raad op de betrokken regeringen om als eerste stap onverwijld alle maatregelen te nemen tot een onmiddellijk staakt-het-vuren, en om alle militaire activiteiten in het Nabije Oosten te beëindigen, de militaire activiteiten in het gebied voortduurden. De Veiligheidsraad was bezorgd dat door het aanhouden van militaire activiteiten de situatie in het gebied nog bedreigender zou kunnen worden.
De Veiligheidsraad eiste dat alle betrokken regeringen als een eerste stap de wapens zouden neerleggen en alle militaire activiteiten zouden staken om 20:00 uur GMT op 7 juni 1967. Secretaris-generaal U Thant werd verzocht de Raad onverwijld en voortdurend op de hoogte te houden van de situatie.
Lijst ·  233 ·  234 ·  235 ·  236 ·  237 ·  238 ·  239 ·  240 ·  241 ·  242 ·  243 ·  244